# Reprezentacja Chińskiego Tajpej w piłce siatkowej kobiet
Reprezentacja Chińskiego Tajpej w piłce siatkowej kobiet to narodowa reprezentacja tego kraju, reprezentująca go na arenie międzynarodowej.

## Osiągnięcia

### Igrzyska Azjatyckie
3. miejsce – 2006

## Udział i miejsca w imprezach

### Mistrzostwa Świata
| Rok  | Kraj           | Miejsce      |
| ---- | -------------- | ------------ |
| 1952 | ZSRR           | brak udziału |
| 1956 | Francja        | brak udziału |
| 1960 | Brazylia       | brak udziału |
| 1962 | ZSRR           | brak udziału |
| 1967 | Japonia        | brak udziału |
| 1970 | Bułgaria       | brak udziału |
| 1974 | Meksyk         | brak udziału |
| 1978 | ZSRR           | brak udziału |
| 1982 | Peru           | brak udziału |
| 1986 | Czechosłowacja | brak udziału |
| 1990 | Chiny          | 11. miejsce  |
| 1994 | Brazylia       | brak udziału |
| 1998 | Japonia        | brak udziału |
| 2002 | Niemcy         | brak udziału |
| 2006 | Japonia        | 12. miejsce  |
| 2010 | Japonia        | brak udziału |
| 2014 | Włochy         | brak udziału |

### Mistrzostwa Azji
| Rok  | Kraj            | Miejsce      |
| ---- | --------------- | ------------ |
| 1975 | Australia       | brak udziału |
| 1979 | Chiny           | brak udziału |
| 1983 | Japonia         | 4. miejsce   |
| 1987 | Chiny           | brak udziału |
| 1989 | Hongkong        | 4. miejsce   |
| 1991 | Tajlandia       | 5. miejsce   |
| 1993 | Chiny           | 4. miejsce   |
| 1995 | Tajlandia       | 4. miejsce   |
| 1997 | Filipiny        | 4. miejsce   |
| 1999 | Hongkong        | 5. miejsce   |
| 2001 | Tajlandia       | 5. miejsce   |
| 2003 | Wietnam         | 5. miejsce   |
| 2005 | Chiny           | 5. miejsce   |
| 2007 | Tajlandia       | 6. miejsce   |
| 2009 | Wietnam         | 6. miejsce   |
| 2011 | Chińskie Tajpej | 5. miejsce   |

### Grand Prix
| Rok  | Miasto          | Miejsce      |
| ---- | --------------- | ------------ |
| 1993 | Hongkong        | brak udziału |
| 1994 | Szanghaj        | 12. miejsce  |
| 1995 | Szanghaj        | brak udziału |
| 1996 | Szanghaj        | brak udziału |
| 1997 | Kobe            | brak udziału |
| 1998 | Hongkong        | brak udziału |
| 1999 | Yuxi            | brak udziału |
| 2000 | Manila          | brak udziału |
| 2001 | Makau           | brak udziału |
| 2002 | Hongkong        | brak udziału |
| 2003 | Andria          | brak udziału |
| 2004 | Reggio Calabria | brak udziału |
| 2005 | Sendai          | brak udziału |
| 2006 | Reggio Calabria | brak udziału |
| 2007 | Ningbo          | 12. miejsce  |
| 2008 | Jokohama        | brak udziału |
| 2009 | Tokio           | brak udziału |
| 2010 | Ningbo          | 12. miejsce  |
| 2011 | Makau           | brak udziału |
| 2012 | Ningbo          | 16. miejsce  |

### Igrzyska Azjatyckie
| Rok  | Miasto     | Miejsce      |
| ---- | ---------- | ------------ |
| 1962 | Dżakarta   | brak udziału |
| 1966 | Bangkok    | brak udziału |
| 1970 | Bangkok    | brak udziału |
| 1974 | Teheran    | brak udziału |
| 1978 | Bangkok    | brak udziału |
| 1982 | Nowe Delhi | brak udziału |
| 1986 | Seul       | brak udziału |
| 1990 | Pekin      | 5. miejsce   |
| 1994 | Hiroszima  | 4. miejsce   |
| 1998 | Bangkok    | 5. miejsce   |
| 2002 | Pusan      | 4. miejsce   |
| 2006 | Doha       | 3. miejsce   |
| 2010 | Kanton     | 7. miejsce   |
| 2014 | Incheon    | ?            |

### Volley Masters Montreux
| Rok  | Miasto   | Miejsce      |
| ---- | -------- | ------------ |
| 1988 | Montreux | ?            |
| 1989 | Montreux | ?            |
| 1990 | Montreux | ?            |
| 1991 | Montreux | brak udziału |
| 1992 | Montreux | brak udziału |
| 1993 | Montreux | 8. miejsce   |
| 1994 | Montreux | brak udziału |
| 1995 | Montreux | brak udziału |
| 1996 | Montreux | brak udziału |
| 1998 | Montreux | brak udziału |
| 1999 | Montreux | brak udziału |
| 2000 | Montreux | brak udziału |
| 2001 | Montreux | brak udziału |
| 2002 | Montreux | brak udziału |
| 2003 | Montreux | brak udziału |
| 2004 | Montreux | brak udziału |
| 2005 | Montreux | brak udziału |
| 2006 | Montreux | brak udziału |
| 2007 | Montreux | brak udziału |
| 2008 | Montreux | brak udziału |
| 2009 | Montreux | brak udziału |
| 2010 | Montreux | brak udziału |
| 2011 | Montreux | brak udziału |